# Sannazzaro de' Burgondi
Sannazzaro de' Burgondi är en ort och kommun i provinsen Pavia i regionen Lombardiet i Italien. Kommunen hade 5 414 invånare (2018).